# Iași
Iași ([jaʃʲ] ⓘ) là thành phố thủ phủ của hạt (judete) Iași.
Thành phố này nguyên là kinh đô của Công quốc Moldavia suốt thời kỳ 1564 đến 1859, kinh đô của Liên hiệp công quốc Wallachia và Moldavia (1859–1862), kinh đô của Vương quốc România (1916–1918). Vì thế, thành phố được xem là biểu tượng của lịch sử Romania. Nhà sử học người Romania Nicolae Iorga từng nói: "Không nên có người Romania nào không biết Iași". Ngày nay, Iași là trung tâm kinh tế, văn hóa, xã hội của vùng Moldavia, Romania.

## Khí hậu
| Dữ liệu khí hậu của Iași, Romania                                 | Dữ liệu khí hậu của Iași, Romania | Dữ liệu khí hậu của Iași, Romania | Dữ liệu khí hậu của Iași, Romania | Dữ liệu khí hậu của Iași, Romania | Dữ liệu khí hậu của Iași, Romania | Dữ liệu khí hậu của Iași, Romania | Dữ liệu khí hậu của Iași, Romania | Dữ liệu khí hậu của Iași, Romania | Dữ liệu khí hậu của Iași, Romania | Dữ liệu khí hậu của Iași, Romania | Dữ liệu khí hậu của Iași, Romania | Dữ liệu khí hậu của Iași, Romania | Dữ liệu khí hậu của Iași, Romania |
| Tháng                                                             | 1                                 | 2                                 | 3                                 | 4                                 | 5                                 | 6                                 | 7                                 | 8                                 | 9                                 | 10                                | 11                                | 12                                | Năm                               |
| ----------------------------------------------------------------- | --------------------------------- | --------------------------------- | --------------------------------- | --------------------------------- | --------------------------------- | --------------------------------- | --------------------------------- | --------------------------------- | --------------------------------- | --------------------------------- | --------------------------------- | --------------------------------- | --------------------------------- |
| Cao kỉ lục °C (°F)                                                | 16.7 (62.1)                       | 22.5 (72.5)                       | 27.0 (80.6)                       | 31.5 (88.7)                       | 36.4 (97.5)                       | 38.0 (100.4)                      | 40.0 (104.0)                      | 39.7 (103.5)                      | 38.0 (100.4)                      | 33.9 (93.0)                       | 29.0 (84.2)                       | 19.5 (67.1)                       | 40.0 (104.0)                      |
| Trung bình ngày tối đa °C (°F)                                    | −0.1 (31.8)                       | 2.1 (35.8)                        | 8.1 (46.6)                        | 16.5 (61.7)                       | 22.4 (72.3)                       | 25.3 (77.5)                       | 26.8 (80.2)                       | 26.6 (79.9)                       | 22.7 (72.9)                       | 16.1 (61.0)                       | 8.4 (47.1)                        | 2.7 (36.9)                        | 14.8 (58.6)                       |
| Trung bình ngày °C (°F)                                           | −3.7 (25.3)                       | −1.8 (28.8)                       | 3.0 (37.4)                        | 10.3 (50.5)                       | 16.1 (61.0)                       | 19.2 (66.6)                       | 20.5 (68.9)                       | 19.9 (67.8)                       | 15.9 (60.6)                       | 10.0 (50.0)                       | 4.3 (39.7)                        | −0.6 (30.9)                       | 9.4 (48.9)                        |
| Tối thiểu trung bình ngày °C (°F)                                 | −6.9 (19.6)                       | −4.8 (23.4)                       | −0.8 (30.6)                       | 5.2 (41.4)                        | 10.4 (50.7)                       | 13.7 (56.7)                       | 15.0 (59.0)                       | 14.3 (57.7)                       | 10.7 (51.3)                       | 5.5 (41.9)                        | 1.1 (34.0)                        | −3.4 (25.9)                       | 5.0 (41.0)                        |
| Thấp kỉ lục °C (°F)                                               | −30.6 (−23.1)                     | −36.3 (−33.3)                     | −22.7 (−8.9)                      | −9.4 (15.1)                       | −3.0 (26.6)                       | 3.5 (38.3)                        | 6.3 (43.3)                        | 4.6 (40.3)                        | −3.5 (25.7)                       | −9.6 (14.7)                       | −21.1 (−6.0)                      | −29.5 (−21.1)                     | −36.3 (−33.3)                     |
| Lượng Giáng thủy trung bình mm (inches)                           | 32 (1.3)                          | 31 (1.2)                          | 31 (1.2)                          | 53 (2.1)                          | 63 (2.5)                          | 101 (4.0)                         | 83 (3.3)                          | 56 (2.2)                          | 48 (1.9)                          | 25 (1.0)                          | 35 (1.4)                          | 31 (1.2)                          | 589 (23.2)                        |
| Lượng tuyết rơi trung bình cm (inches)                            | 11.3 (4.4)                        | 14.3 (5.6)                        | 11.9 (4.7)                        | 6.9 (2.7)                         | 0.0 (0.0)                         | 0.0 (0.0)                         | 0.0 (0.0)                         | 0.0 (0.0)                         | 0.0 (0.0)                         | 0.7 (0.3)                         | 10.4 (4.1)                        | 6.3 (2.5)                         | 61.8 (24.3)                       |
| Số ngày giáng thủy trung bình (≥ 1.0 mm)                          | 6                                 | 6                                 | 6                                 | 8                                 | 8                                 | 9                                 | 9                                 | 5                                 | 5                                 | 5                                 | 6                                 | 7                                 | 80                                |
| Số giờ nắng trung bình tháng                                      | 69.1                              | 77.6                              | 127.6                             | 170.1                             | 234.9                             | 254.7                             | 272.8                             | 270.1                             | 208.0                             | 155.8                             | 73.0                              | 57.3                              | 1.971                             |
| Nguồn 1: NOAA                                                     |                                   |                                   |                                   |                                   |                                   |                                   |                                   |                                   |                                   |                                   |                                   |                                   |                                   |
| Nguồn 2: Romanian National Statistic Institute (cực độ 1901-2000) |                                   |                                   |                                   |                                   |                                   |                                   |                                   |                                   |                                   |                                   |                                   |                                   |                                   |